# Stazione di Soverato
Stazione di Soverato vasútállomás Olaszországban, Soverato településen.

## Vasútvonalak
Az állomást az alábbi vasútvonalak érintik:
- Jonica-vasútvonal

## Kapcsolódó állomások
A vasútállomáshoz az alábbi állomások vannak a legközelebb:
- Stazione di Montepaone-Montauro
- Stazione di Sant'Andrea dell'Jonio